# Gonthier-Victor de Schwarzbourg
Titres
Prétendant aux trônes de Schwarzbourg-Rudolstadt et de Schwarzbourg-Sondershausen
22 novembre 1918 – 16 avril 1925
(6 ans, 4 mois et 25 jours)
Prince de Schwarzbourg-Sondershausen
28 mars 1909 – 22 novembre 1918
(9 ans, 7 mois et 25 jours)
Prince de Schwarzbourg-Rudolstadt
19 janvier 1890 – 22 novembre 1918
(28 ans, 10 mois et 3 jours)

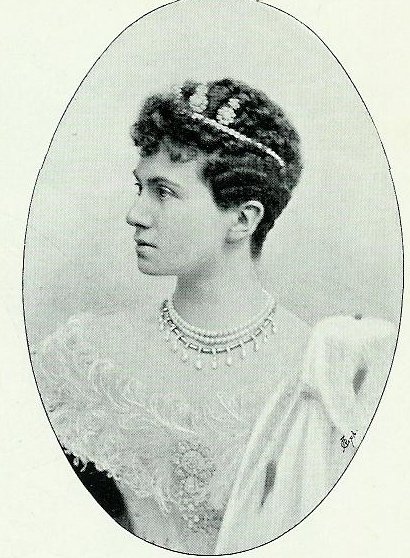
Princesse Anna Louise

Gonthier-Victor, prince de Schwarzbourg (21 août 1852 - 16 avril 1925) est le dernier souverain de la Principauté de Schwarzbourg-Rudolstadt et de celle de Schwarzbourg-Sondernshausen.

## Biographie
Gonthier-Victor est né à Rudolstadt du prince Adolphe de Schwarzbourg-Rudolstadt (1801-1875) et de la princesse Mathilde de Schönbourg-Waldenbourg (1826-1914). Sa mère, la princesse Mathilde, est la fille du prince Othon-Victor Ier de Schönbourg-Waldenbourg (1785-1861), un cousin du père de Gonthier-Victor, et de la princesse Thekla de Schwarzbourg-Rudolstadt (1795-1861).
La guerre contre la France pousse Gonthier-Victor à quitter l'école en 1870. Il s'engage le 5 août 1870 dans le régiment de dragons (de) des troupes du Mecklembourg (de) et est promu au rang de second lieutenant le 6 octobre 1870. À partir du 12 octobre 1870, il sert comme officier d'ordonnance sous les ordres de son beau-frère, le grand-duc Frédéric-François II de Mecklembourg-Schwerin, qui a épousé en 1868 la sœur aînée de Gonthier-Victor, Marie (1850-1922). Au cours de la guerre, Günther Victor participe aux sièges de Toul, Metz, Soissons et Paris ainsi qu'aux batailles d'Orléans et du Mans. Ses exploits sont récompensés par l'attribution de la croix de fer de 2e classe ainsi que de la croix d'honneur de Schwarzbourg de 2e classe avec épées.
En 1871, le prince est exempté de service militaire et étudie le droit, les sciences politiques et l'histoire de l'art à Leipzig. À partir de février 1874, Günther Victor reprend du service actif. Il sert dans le 13e régiment d'uhlans et devient maître de cavalerie et chef d'escadron jusqu'en juin 1884. Le 12 août 1889, il est transféré au régiment de cuirassiers de la Garde en tant que chef de la 2e escadrille. 
À la suite de la mort de son père le 1er juillet 1875, le prince Gonthier-Victor devient l'héritier présomptif de la Principauté de Schwarzbourg-Rudolstadt. Après le décès de son cousin germain, le prince George Albert, le 19 janvier 1890, le prince Gonthier-Victor lui succède comme prince souverain de Schwarzbourg-Rudolstadt.
À la mort du prince Léopold de Schwarzbourg-Sondershausen, le 20 avril 1906, le prince Gonthier-Victor devient également l'héritier présomptif de l'autre principauté de Schwarzbourg. Le décès du prince de Schwarzbourg-Sondershausen, Charles-Gonthier, le 28 mars 1909, réuni les deux principautés en une union personnelle, sous la seule autorité du prince Gonthier-Victor. C'est la première fois que les deux principautés sont unifiées sous le même souverain depuis le XVIe siècle lorsque les lignées de Sondershausen et de Rudolstadt ont été créées. À la suite de son accession à la tête du Sondershausen, le prince Gonthier-Victor retire le nom de Rudolstadt de son titre pour devenir le prince de Schwarzbourg.
À la suite du déclenchement de la révolution allemande, le prince Gonthier-Victor abdique le 22 novembre 1918. À sa mort, le prince Sizzo (1860-1926), fils du prince régnant Frédéric-Gonthier de Schwarzbourg-Rudolstadt (1793-1867) lui succède à la tête de la Maison de Schwarzbourg. Le fils du prince Sizzo, Frédéric-Gonthier (1901–1971), succède à son père. Avec lui s'éteint la maison princière.

## Mariage
Le prince Gonthier-Victor se marie avec la princesse Anna-Louise de Schwarzbourg (1871-1951) à Rudolstadt le 9 décembre 1891. Ils n'ont aucun enfant.
En 1942, la princesse Anna-Louise adopte son neveu, le prince Guillaume de Schönbourg-Waldenbourg (1913-1944) et son fils, le prince Ulrich (1940).

## Généalogie
|  |                                                                     |  |  |  |  |  |  |  |  |  |  |  |  |
|  | Prince Frédéric-Charles de Schwarzbourg-Rudolstadt                  |  |  |  |  |  |  |  |  |  |  |  |  |
|  |                                                                     |  |  |  |  |  |  |  |  |  |  |  |  |
|  |                                                                     |  |  |  |  |  |  |  |  |  |  |  |  |
|  | Prince Charles-Gonthier de Schwarzbourg-Rudolstadt (bg)             |  |  |  |  |  |  |  |  |  |  |  |  |
|  |                                                                     |  |  |  |  |  |  |  |  |  |  |  |  |
|  |                                                                     |  |  |  |  |  |  |  |  |  |  |  |  |
|  | Princesse Frédérique-Sophie-Auguste de Schwarzbourg-Rudolstadt (bg) |  |  |  |  |  |  |  |  |  |  |  |  |
|  |                                                                     |  |  |  |  |  |  |  |  |  |  |  |  |
|  |                                                                     |  |  |  |  |  |  |  |  |  |  |  |  |
|  | Prince Adolphe de Schwarzbourg-Rudolstadt (de)                      |  |  |  |  |  |  |  |  |  |  |  |  |
|  |                                                                     |  |  |  |  |  |  |  |  |  |  |  |  |
|  |                                                                     |  |  |  |  |  |  |  |  |  |  |  |  |
|  | Landgrave Frédéric V de Hesse-Hombourg                              |  |  |  |  |  |  |  |  |  |  |  |  |
|  |                                                                     |  |  |  |  |  |  |  |  |  |  |  |  |
|  |                                                                     |  |  |  |  |  |  |  |  |  |  |  |  |
|  | Landgravine Louise de Hesse-Hombourg (de)                           |  |  |  |  |  |  |  |  |  |  |  |  |
|  |                                                                     |  |  |  |  |  |  |  |  |  |  |  |  |
|  |                                                                     |  |  |  |  |  |  |  |  |  |  |  |  |
|  | Landgravine Caroline de Hesse-Darmstadt                             |  |  |  |  |  |  |  |  |  |  |  |  |
|  |                                                                     |  |  |  |  |  |  |  |  |  |  |  |  |
|  |                                                                     |  |  |  |  |  |  |  |  |  |  |  |  |
|  | Prince Gonthier-Victor de Schwarzbourg                              |  |  |  |  |  |  |  |  |  |  |  |  |
|  |                                                                     |  |  |  |  |  |  |  |  |  |  |  |  |
|  |                                                                     |  |  |  |  |  |  |  |  |  |  |  |  |
|  | Prince Othon-Charles-Frédéric de Schönbourg-Waldenbourg (bg)        |  |  |  |  |  |  |  |  |  |  |  |  |
|  |                                                                     |  |  |  |  |  |  |  |  |  |  |  |  |
|  |                                                                     |  |  |  |  |  |  |  |  |  |  |  |  |
|  | Prince Othon-Victor Ier de Schönbourg-Waldenbourg                   |  |  |  |  |  |  |  |  |  |  |  |  |
|  |                                                                     |  |  |  |  |  |  |  |  |  |  |  |  |
|  |                                                                     |  |  |  |  |  |  |  |  |  |  |  |  |
|  | Henriette Reuss de Köstritz (d)                                     |  |  |  |  |  |  |  |  |  |  |  |  |
|  |                                                                     |  |  |  |  |  |  |  |  |  |  |  |  |
|  |                                                                     |  |  |  |  |  |  |  |  |  |  |  |  |
|  | Princesse Mathilde de Schönbourg-Waldenbourg (d)                    |  |  |  |  |  |  |  |  |  |  |  |  |
|  |                                                                     |  |  |  |  |  |  |  |  |  |  |  |  |
|  |                                                                     |  |  |  |  |  |  |  |  |  |  |  |  |
|  | Prince Louis-Frédéric II de Schwarzbourg-Rudolstadt                 |  |  |  |  |  |  |  |  |  |  |  |  |
|  |                                                                     |  |  |  |  |  |  |  |  |  |  |  |  |
|  |                                                                     |  |  |  |  |  |  |  |  |  |  |  |  |
|  | Princesse Thekla de Schwarzbourg-Rudolstadt (bg)                    |  |  |  |  |  |  |  |  |  |  |  |  |
|  |                                                                     |  |  |  |  |  |  |  |  |  |  |  |  |
|  |                                                                     |  |  |  |  |  |  |  |  |  |  |  |  |
|  | Landgravine Caroline de Hesse-Hombourg                              |  |  |  |  |  |  |  |  |  |  |  |  |
|  |                                                                     |  |  |  |  |  |  |  |  |  |  |  |  |
|  |                                                                     |  |  |  |  |  |  |  |  |  |  |  |  |